# Makabi in der Tschechoslowakei
Die Anfänge des jüdischen Turn- und Sportvereins Makabi in der Tschechoslowakei (tschechische Schreibweise mit einem „k“) datieren bereits zu Anfang des 20. Jahrhunderts. In den 1920er und 1930er Jahren erlebte die jüdische Turnbewegung in der Tschechoslowakei eine lebhafte Ausbreitung und feierte etliche Erfolge im Rahmen der weltweiten jüdischen Turn- und Sport-Bewegung, der Maccabi World Union (MWU), die 1921 in Karlsbad gegründet wurde.
Nach der Zerschlagung der Tschechoslowakei und der Errichtung des Protektorats Böhmen und Mähren 1939 wurde Makabi verboten; der Versuch, den jüdischen Breitensport nach 1945 zu beleben, scheiterte an einem nochmaligen Verbot durch das kommunistische Regime 1950. 1990 wurde erneut der Versuch unternommen, diese Turnbewegung neu ins Leben zu rufen – mit Erfolg. Auch die (nach 1993 getrennten) tschechischen und slowakischen Vereine sind in die weltweite jüdische Makkabi-Sportbewegung integriert.

## Geschichte
Bereits nach dem 6. zionistischen Kongress in Basel 1903  entstanden auf dem Gebiet der erst später entstandenen Tschechoslowakei (Staatsgründung: 1918) die ersten jüdischen Turn- und Sportvereine, die bald einen Dachverband, den Západorakouský svaz (Westösterreichischer Verein), gründeten, der als eine Vorgängerorganisation der tschechoslowakischen Makkabi-Bewegung bezeichnet wird. 1913 vereinigte dieser Verein bereits 23 Einzelvereine mit etwa 2500 Mitgliedern. Auf seinem 2. Kongress wurde beschlossen, die jüdischen Sportvereine Makabi zu nennen.
Nach der Gründung der Tschechoslowakei regte der Prager Makabi-Verein, der die Zeitschrift Listy Makabi (Makabiblätter) herausgab, an, die ganze jüdische Sportbewegung zu vereinen. Nach einigen Umstrukturierungen und provisorischen Lösungen geschah dies am 30. Oktober 1924, als der Svaz Makabi v Československé republice (Verein Makabi in der Tschechoslowakischen Republik) seine Statuten verabschiedete und, ebenfalls provisorisch, gegründet wurde. Die offizielle Gründung fand erst am 13. März 1931 statt.
Im tschechoslowakischen Makabi waren als Sportarten zuerst Leichtathletik, Handball, Eishockey, viele Wintersportarten, Fußball und Sportunterricht vertreten, später dann auch Tennis, Tischtennis, Reiten und weitere Sportarten, wie auch Schachspiel. Zu den auch international aktiven und erfolgreichen Disziplinen gehörte unter anderem Fußball (siehe beispielsweise Makkabi Brünn) und Schwimmen (so Bar Kochba, ebenfalls in Brünn).
Gab es in der tschechoslowakischen Makkabi-Bewegung 1920 noch lediglich 2000 Mitglieder, waren es 1936 bereits 10.300. Der tschechoslowakische Verein nahm an der ersten Makkabiade 1932 in Tel Aviv teil und besetzte dort den fünften Platz; eine erfolgreiche Teilnahme gab es auch bei der Makkabiade 1935, ebenfalls in Tel Aviv.
Nach der Besetzung der Tschechoslowakei durch das Dritte Reich und der Errichtung des Protektorats Böhmen und Mähren wurden die Makabi-Organisationen am 31. August 1939 verboten, im Slowakischen Staat endgültig im Mai 1940.

## Schicksal nach dem Krieg
Nach dem Kriegsende versuchten jüdische Sportler, die die Shoa überlebt hatten, die Bewegung wieder zu erneuern: Am 15. Dezember 1945 wurde die Tätigkeit des Makabi wieder aufgenommen. Fünf Jahre später, rund zwei Jahre nach dem kommunistischen Umsturz 1948, wurden die Makabi-Vereine jedoch zum 27. September 1950 erneut verboten. (Zeitlich fällt dies zusammen mit der Wende der Beziehungen zwischen der Tschechoslowakei und Israel, nachdem in der Zeit 1947 bis 1949 die israelische Armee zuerst durch Waffenlieferungen und Ausbilder stark unterstützt worden war, was sich nach 1949 änderte.)
Nach der so genannten samtenen Revolution Ende 1989 entstand am 31. Oktober 1990 die neue Nachfolgeorganisation, dieses Mal in der Schreibweise Maccabi, die offizielle Registrierung fand am 19. November 1990 statt. Der Sitz befand sich in Brünn, sportliche Einrichtungen und Klubs zuerst in Prag sowie Bratislava und Kaschau (beide heute in der Slowakei). Die lokalen Vereine, die in dem Maccabi-Dachverband integriert wurden,  verwendeten beziehungsweise verwenden teilweise auch andere Bezeichnungen wie Hakoach (in Prag), Bar Kochba (ein sehr erfolgreicher Schwimmverein in Brünn) usw.
Nach dem Zerfall der Tschechoslowakei zum 1. Januar 1993 entwickelte sich die jüdische Turn- und Sportbewegung relativ selbstständig in der Tschechischen Republik und in der Slowakei. In Tschechien wurde der Verein Hakoach mit der Zeit zum größten jüdischen Sportverein des Landes, in der Slowakei übernahm diese Rolle der Verband Maccabi Slovakia, der zwar erst 2011 offiziell registriert wurde, jedoch schon viele Jahre früher aktiv war. Beide beteiligen sich intensiv an internationalen Wettbewerben weltweit. Beide sind Mitglieder der European Maccabi Confederation und Maccabi World Union.

## Sportliche Erfolge
Die besten Erfolge feierte der jüdische Sport in der Tschechoslowakei in der Zwischenkriegszeit. Zum beliebtesten Sport zählten insbesondere verschiedene Schwimmdisziplinen (Schwimmen, Wasserball, Wasserspringen). In diesen Sparten gewannen jüdische Sportler 52 Meistertitel in individuellen Wettbewerben, 17 Meistertitel in Gruppensportarten (Staffelschwimmen usw.) und sie wurden sechsmal Sieger im Wettbewerb der Klubs. Einige jüdische Sportler wie Arnošt Wilheim, Július Balász, František Landau, Rudolf Piowaty  oder Irena Karpelesová gehörten zu den Spitzensportlern der Tschechoslowakei dieser Zeit. Die Schwimmsportvereine wie Bar Kochba Brünn und Bar Kochba Bratislava waren in der 2. Hälfte der 1930er Jahre die erfolgreichsten Sportklubs in der Tschechoslowakei, nachdem sie bereits davor zahlreiche Meistertitel im Schwimmen und auch im Wasserball gewonnen hatten.
Auch in anderen Sportarten waren jüdische Sportler erfolgreich. Im Tennis waren es Ernst-Arnošt Gottlieb (der sich nicht direkt in den Makabi-Sportvereinen engagierte) oder Gertrude Kleinová, die 1994 in die International Jewish Sports Hall of Fame aufgenommen wurde; beide konnten einige Titel als Tschechoslowakische Meister vorweisen und erzielten ausgezeichnete Erfolge in internationalen Turnieren (wie in Wimbledon) oder bei Olympischen Spielen. Jüdische Fußballvereine gab es bereits vor der Gründung der Tschechoslowakei, beispielsweise Hagibor in Prag (gegr. 1912), Makkabi Prostějov (1903) oder Makkabea Bratislava (1912) in der Slowakei; große Erfolge konnte Makkabi Brno verzeichnen. Am 21. November 1920 entstand dann der jüdische Fußballverband Kewucas Mesehakej Kadur Regel Jehudith šel, der damals 21 Fußballvereine und 1923 bereits 44 Organisationen vereinigte.